# Iain Percy
Iain Percy, né le 21 mars 1976 à Southampton,  est un marin britannique qui a gagné deux médailles d'or en catégories Finn et Star aux Jeux olympiques.

## Carrière
Percy gagne la médaille d'or en Finn aux JO 2000, et en Star aux JO 2008 avec Andrew Simpson. 